# 東大路通

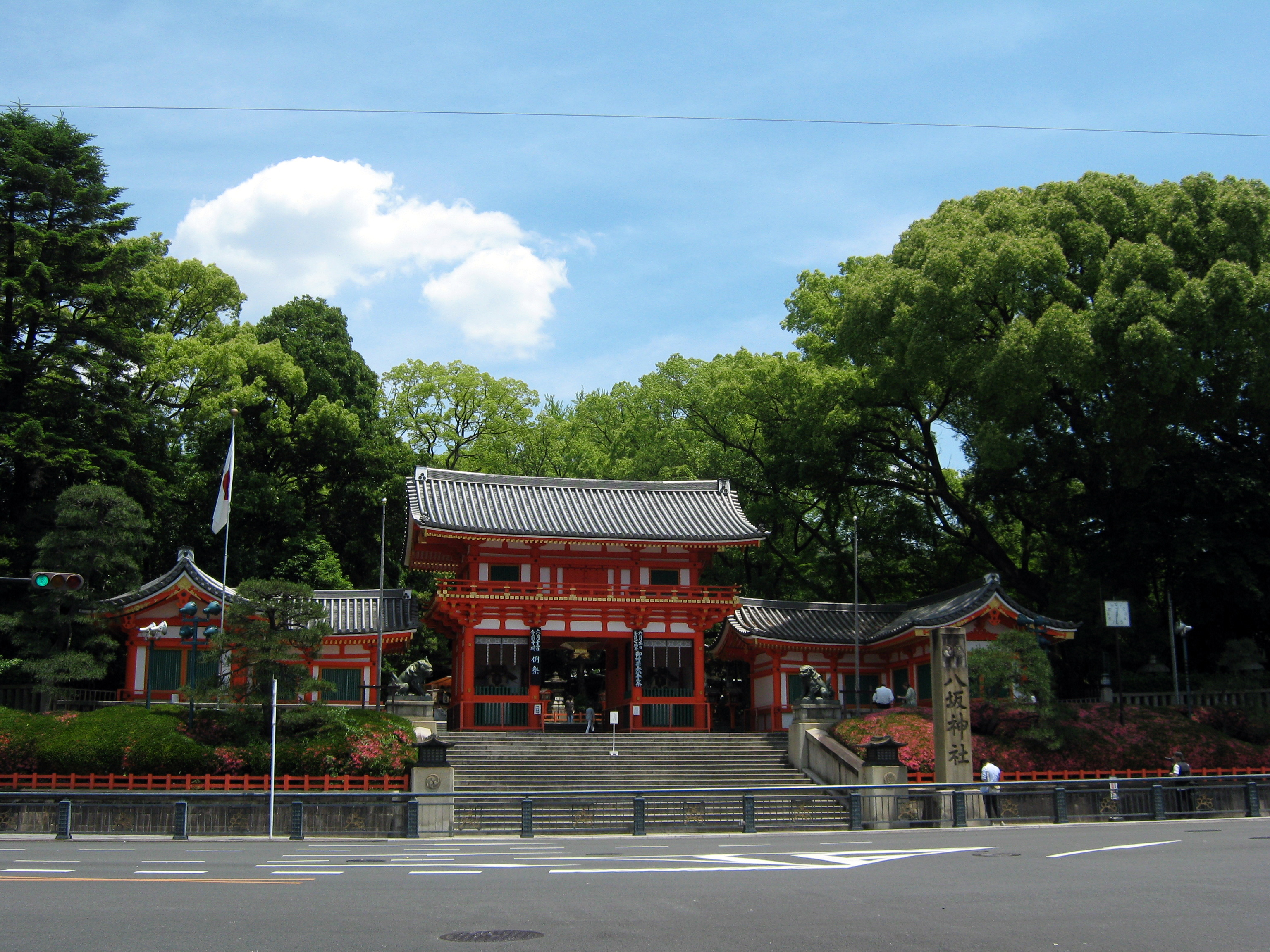
東大路通と四条通との交差点、祇園にある八坂神社

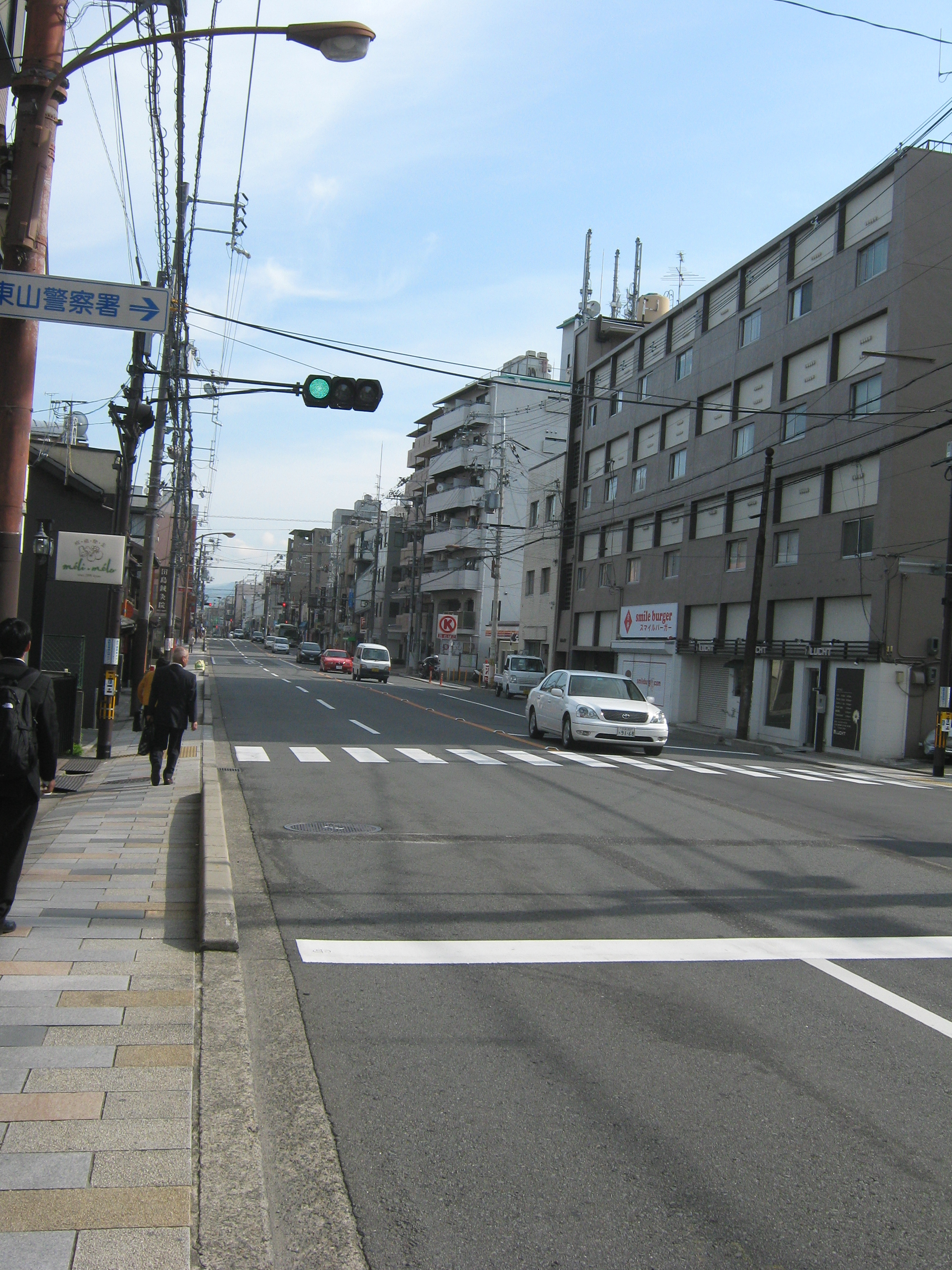
東大路通、東山区役所付近、東山区

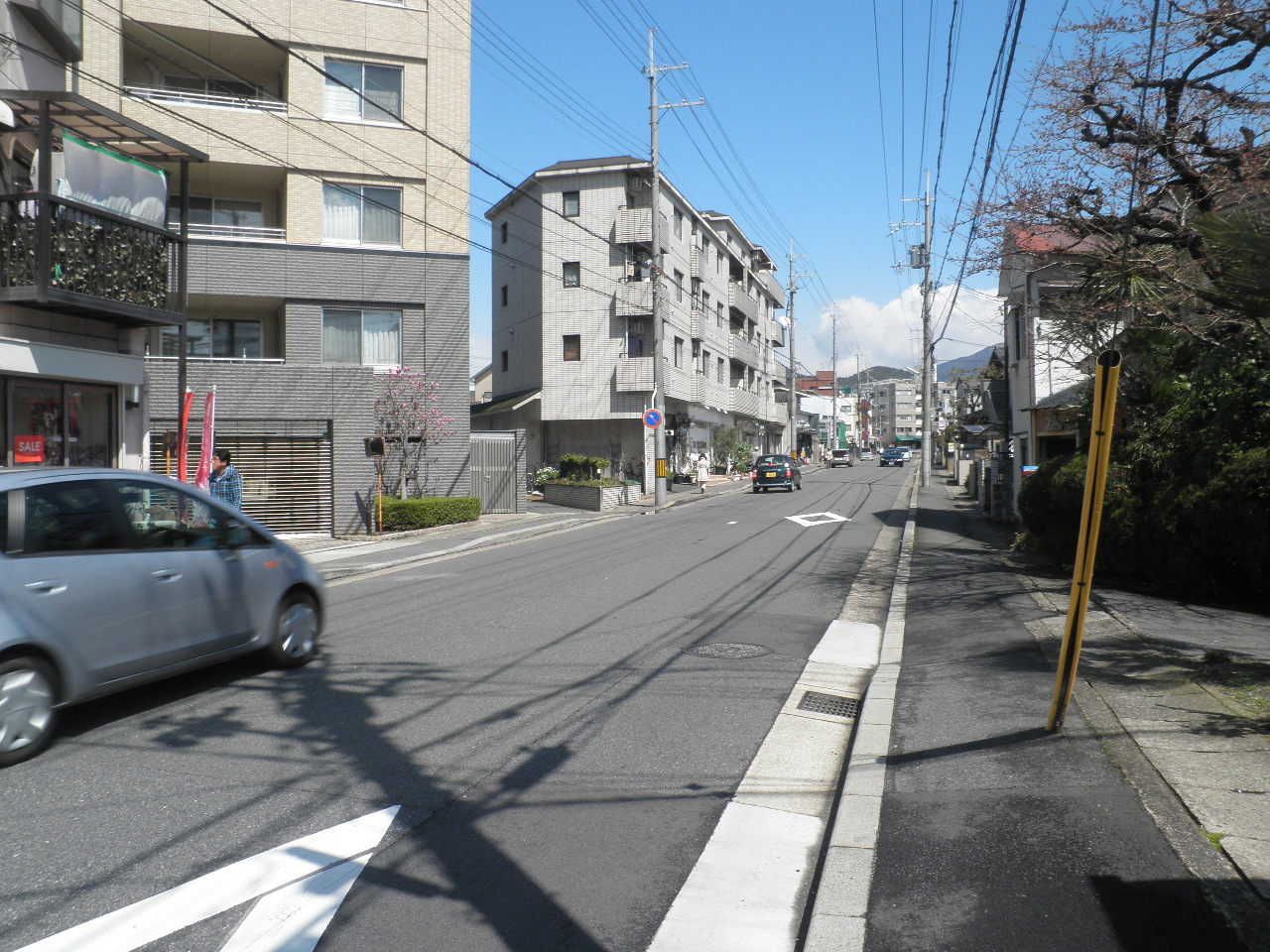
修学院付近の東大路通

東大路通（ひがしおおじどおり）は京都市の主要な南北の通りの一つ。北は北山通から南はカーブしてそのまま九条通となる東福寺まで。平安京の東の端、東京極大路であった寺町通に代わり、現在の市街地東端の南北幹線と認識される。

## 概要
明治末期から大正初期にかけて行われた京都市三大事業によって丸太町通から七条通まで、その後大正 - 昭和初期の都市計画事業によって北は北大路通、南は九条通までが拡幅され、北大路通との交差点である高野から南へ東福寺までは京都市電の東山線が敷設された。市電の通っていなかった高野から北、北山通の間は道幅が狭くなる。京都市内の幹線道路にしては珍しく、祇園から五条坂にかけてはかなりアップダウンがある。
旧称の東山通（ひがしやまどおり）は現在も通用し、交差点名、バス停留所名などには市電時代からの「東山○○」が用いられる。なお、京都市内には東大路通以外にも北大路通、西大路通、葛野大路通などの大路と名のつく幹線道路があるが、いずれも近代以降に設けられたもので、明治以前には存在しなかった。ただし、大和大路通（大和街道）は明治以前から存在する。
東山五条交差点・清水道・祇園を中心として、観光シーズンにはかなりの渋滞が発生する。急行100号系統、206号系統などの京都駅と主要観光地を結ぶ路線バスの主経路にもなっているが、それらは渋滞のため頻繁に遅延する。特に東山五条交差点のすぐ北にある五条坂バス停の南行きは、観光シーズンともなると次々と到着するバスが長蛇の列を作り、いずれも乗客の乗降に手間取るため2車線のうちの左側車線に長時間停車することとなる。右側車線も右折車によって塞がってしまうため、渋滞が深刻となっていた。ここ数年、春秋の観光シーズンには渋滞軽減のため、五条坂バス停を北に200メートルほど（五条坂よりも清水坂の方が近い位置に）移動する措置が取られている。
東海道本線の東大路通との交点に東大路駅を設置する要望があり、周辺商店街には多くの「JR東大路駅の早期実現を」の掲示が見られるが、具体化の段階ではない。

## 沿道の主な施設
北から。「東入」「西入」は交差する通りを入ることを示し、東大路通には面していない。
- 修学院駅 - 北山通東入
- 元田中駅 - 田中里の前上ル御蔭通
- 京都情報大学院大学 - 同上
- 百万遍交差点（今出川通）
- 京都大学 - 百万遍から熊野神社前交差点（丸太町通）付近
- 京都大学吉田寮（近衛通）
- 楽友会館 - 東大路近衛通交差点（近衛通）東入
- 京都大学医学部附属病院 - 近衛通から春日北通
- 熊野神社 - 熊野神社前交差点 丸太町通
- 東山駅 - 東山三条交差点（三条通）東入
- 知恩院 - 華頂道
- 八坂神社 - 祇園交差点（四条通）東に面する
- 祇園 - 四条通東山西入の一帯
- 文化庁地域文化創生本部 - 東山安井交差点（安井北門通）下ル
- 清水寺 - 清水道または五条坂東入
- 大谷本廟 - 五条坂東入
- 六波羅蜜寺 - 六波羅通西入
- 六道珍皇寺 - 同上
- 東山区役所
- 東山消防署
- 東山税務署 - 渋谷通西入ル
- フォーシーズンズホテル京都
- 妙法院
- 京都女子大学・京都女子中学・高等学校・京都女子大学附属小学校・京都幼稚園 - 女坂東入ル
- 智積院 - 東山七条東面
- 京都国立博物館 - 東山七条北西角
- 大谷中学校・高等学校 - 東大路通醍醐道西入ル
- 新熊野神社 - 東大路通醍醐道下ル
- 即成院 - 東大路通泉涌寺道東入ル
- 泉涌寺 - 同上
- 東福寺 - 東福寺交差点南東

## 交差する道路など
- 交差する道路などの特記がないものは市道。

| 交差する道路など 西←<東大路通>→東                   | 交差する道路など 西←<東大路通>→東               | 交差する場所 | 交差する場所 | 路線番号  |                    |
| --------------------------------------------------- | ----------------------------------------------- | ------------ | ------------ | --------- | ------------------ |
| 府道103号上賀茂山端線 <北山通>                      | 府道103号上賀茂山端線 <北山通>                  | 左京区       |              | -         | 北↑ ∧東大路通∨ ↓南 |
| <北泉通>                                            |                                                 | 左京区       |              | -         | 北↑ ∧東大路通∨ ↓南 |
| <曼殊院道>                                          |                                                 | 左京区       |              | -         | 北↑ ∧東大路通∨ ↓南 |
| <北白川疏水通>                                      |                                                 | 左京区       |              | -         | 北↑ ∧東大路通∨ ↓南 |
| 市道181号京都環状線 <北大路通>                      | 市道182号蹴上高野線 <北大路通>                  | 左京区       | 高野         | -         | 北↑ ∧東大路通∨ ↓南 |
| 市道181号京都環状線 <北大路通>                      | 市道182号蹴上高野線 <北大路通>                  | 左京区       | 高野         | 市道181号 | 北↑ ∧東大路通∨ ↓南 |
| <東鞍馬口通>                                        |                                                 | 左京区       |              |           | 北↑ ∧東大路通∨ ↓南 |
| 叡山電鉄叡山本線                                    | 叡山電鉄叡山本線                                | 左京区       | 元田中駅     |           | 北↑ ∧東大路通∨ ↓南 |
| 府道30号下鴨大津線 <御蔭通>                         | 府道30号下鴨大津線 <御蔭通>                     | 左京区       | 田中里ノ前   |           | 北↑ ∧東大路通∨ ↓南 |
| 府道101号銀閣寺宇多野線 <今出川通>                  | 府道101号銀閣寺宇多野線 <今出川通>              | 左京区       | 百万遍       |           | 北↑ ∧東大路通∨ ↓南 |
| <東一条通>                                          | <東一条通>                                      | 左京区       | 東山東一条   |           | 北↑ ∧東大路通∨ ↓南 |
| <近衛通>                                            | <近衛通>                                        | 左京区       | 東山近衛     |           | 北↑ ∧東大路通∨ ↓南 |
| <春日北通］                                         | ［春日上通>                                     | 左京区       |              |           | 北↑ ∧東大路通∨ ↓南 |
| 市道187号鹿ヶ谷嵐山線 <丸太町通>                    | 市道187号鹿ヶ谷嵐山線 <丸太町通>                | 左京区       | 東山丸太町   |           | 北↑ ∧東大路通∨ ↓南 |
| 琵琶湖疏水                                          | 琵琶湖疏水                                      | 左京区       | 徳成橋       |           | 北↑ ∧東大路通∨ ↓南 |
| <二条通>                                            | <二条通>                                        | 左京区       | 東山二条     |           | 北↑ ∧東大路通∨ ↓南 |
| <仁王門通>                                          | <仁王門通>                                      | 左京区       | 東山仁王門   |           | 北↑ ∧東大路通∨ ↓南 |
| 府道37号二条停車場東山三条線 <三条通>               | 府道143号四ノ宮四ツ塚線 <三条通> 大津・蹴上方面 | 東山区       | 東山三条     |           | 北↑ ∧東大路通∨ ↓南 |
| 府道37号二条停車場東山三条線 <三条通>               | 府道143号四ノ宮四ツ塚線 <三条通> 大津・蹴上方面 | 東山区       | 東山三条     | 府道143号 | 北↑ ∧東大路通∨ ↓南 |
| <若松通>                                            |                                                 | 東山区       |              |           | 北↑ ∧東大路通∨ ↓南 |
| <古門前通］                                         | ［華頂道>                                       | 東山区       | 知恩院前     |           | 北↑ ∧東大路通∨ ↓南 |
| <新門前通］                                         | -                                               | 東山区       |              |           | 北↑ ∧東大路通∨ ↓南 |
| <新橋通］                                           | ［知恩院道>                                     | 東山区       |              |           | 北↑ ∧東大路通∨ ↓南 |
| 市道186号嵐山祇園線 <四条通］                       | -                                               | 東山区       | 祇園         |           | 北↑ ∧東大路通∨ ↓南 |
| <安井北門通>                                        | <安井北門通>                                    | 東山区       | 東山安井     |           | 北↑ ∧東大路通∨ ↓南 |
| <松原通］                                           | ［松原通（清水坂）>                             | 東山区       | 清水道       |           | 北↑ ∧東大路通∨ ↓南 |
| -                                                   | ［五条坂>                                       | 東山区       | 五条坂       |           | 北↑ ∧東大路通∨ ↓南 |
| 国道1号 <五条通> 大阪・堀川五条方面                 | 国道1号（五条バイパス） 大津・山科東野方面      | 東山区       | 東山五条     |           | 北↑ ∧東大路通∨ ↓南 |
| <渋谷通>                                            | 府道116号渋谷山科停車場線 <渋谷通>              | 東山区       | 馬町         |           | 北↑ ∧東大路通∨ ↓南 |
| 府道113号梅津東山七条線 <七条通］                   | ［女坂>                                         | 東山区       | 東山七条     |           | 北↑ ∧東大路通∨ ↓南 |
| <塩小路通］                                         | -                                               | 東山区       |              |           | 北↑ ∧東大路通∨ ↓南 |
| 東海道本線（琵琶湖線）                              | 東海道本線（琵琶湖線）                          | 東山区       | 今熊野橋     |           | 北↑ ∧東大路通∨ ↓南 |
|                                                     | 府道118号勧修寺今熊野線 ［醍醐道（滑石越）>     | 東山区       | 今熊野       |           | 北↑ ∧東大路通∨ ↓南 |
| <泉涌寺道>                                          | <泉涌寺道>                                      | 東山区       | 泉涌寺道     |           | 北↑ ∧東大路通∨ ↓南 |
| 府道143号四ノ宮四ツ塚線<九条通>奈良・九条河原町方面 |                                                 |              |              |           |                    |